# NE-FAMILY
NE-FAMILY（中文：永不停步家族，韓文：앤이 가족），Never Ending為NE的簡寫。中國內地網路虛擬娛樂公司。創辦於2015年2月5日，主要翻唱自創韓語中文流行音樂。活動地區涵蓋中國大陸、港澳台以及北美地區的各大歌唱軟體，例如唱吧。目前已停止大部分組合以及Solo歌手的活動，嘗試轉型主打為集體形式活動並推出第一個男子組合。
現正在活動的旗下藝人有S-Power以及D-aber。公司前輩組合Mint Green因學業而解散，而Double S則因成員音樂概念不和解散。Wild Virus因家族轉型需求暫停活動。
2016年7月，D-aber組合成員小白正式退團，成員燦妍將繼續留在家族內進行其他活動。

## 旗下藝人[4][5]
| 出道日期      | 名稱       | 性別  | 主打歌手 | 成員                      | 隊長  | 總收聽率 | 代表色   | 狀況     |
| ------------- | ---------- | ----- | -------- | ------------------------- | ----- | -------- | -------- | -------- |
| 2015年        | Mint Green | 女    | 少女時代 | 不詳                      | 可妮  | 不詳     | —        | 已解散   |
| 2015年2月22日 | S-Power    | 女    | T-ara    | 阿斯、小喵、卓子、决、Vix | —     | 2500+    | 紅寶石色 | 活動中   |
| 2015年3月3日  | Double S   | 女    | —        | Hanna、Dami、HUHU         | Hanna | 2200+    | —        | 已解散   |
| 2015年5月20日 | D-aber     | 男+女 | —        | 小白、燦妍                | —     | 1000+    | 橙色     | 已解散   |
| 2016年3月19日 | Wild Virus | 女    | 4 Minute | 奶酪、Sommi、啪嗒、約克   | —     | 500+     | —        | 暫停活動 |

## 曾出道藝人[4][5]
| 加入時間      | 名稱 | 性別 | 曾屬組合     |
| ------------- | ---- | ---- | ------------ |
| 2015年5月20日 | 燦妍 | 女   | D-aber       |
| 2015年7月14日 | 亨希 | 男   | Eternal King |
| 2015年7月14日 | 媛   | 女   | IW           |
| 2015年9月19日 | 柯守 | 女   | IW           |
| 2016年2月2日  | Kiyo | 女   | IW           |
| 2016年4月11日 | 麻木 | 女   | HFD'S        |

1. ↑  亨希曾用藝名為Frank
2. 1 2  . 中國網. 2016年1月14日. （原始内容存档于2016-08-10）.
3. 1 2  . 人民網. 2016年1月14日. （原始内容存档于2016年8月17日）.
4. 1 2  所有藝人均使用藝名
5. 1 2  “旗下藝人”中的解散組合可理解為出道後的正常解散，但“曾出道藝人”中的曾屬組合可理解为未正式出道即緊急解散，但該藝人至今仍留在公司。
6. ↑  .   [2016年7月28日]. （原始内容存档于2016年8月20日）.